# داستان‌های ارواح (فیلم ۲۰۲۰)
داستان‌هائ ارواح (به انگلیسی: Ghost Stories) یک فیلم سینمایی ترسناک هندی، محصول سال ۲۰۲۰ است که از چهار بخش فیلم کوتاه به کارگردانی کاران جوهر ، دیباکار بانرجی ، زویا اختر و آنورانگ کاشیاپ تشکیل شده است.    در این فیلم بازیگرانی شامل مرونال تاکور ، جانوی کاپور ، راغوبیر یاداو و سوبهیتا دولیپالا حضور دارند.  این اثر سینمایی در اول ژانویه سال ۲۰۲۰ توسط نتفلیکس منتشر شد. 